# Michele Gammino
Michele Gammino (Roma, 16 giugno 1941) è un attore, doppiatore, direttore del doppiaggio e conduttore televisivo italiano.

## Biografia

### Doppiaggio

Michele Gammino nel 1977

Nato a Roma il 16 giugno 1941 da genitori trasferitisi da Palermo, è il padre del doppiatore Roberto Gammino e del direttore del doppiaggio Giampaolo Gammino; è inoltre zio della doppiatrice Letizia Scifoni.
È soprattutto noto per essere il doppiatore usuale di Harrison Ford, Jack Nicholson, Kevin Costner, Bill Murray, Bob Hoskins, Steven Seagal, Richard Gere e Bruce Campbell in molte delle loro interpretazioni più famose, oltre ad aver prestato voce a Terence Hill e Tim Allen.
Tra gli attori doppiati vi sono Kris Kristofferson in Blade, Timothy Dalton in due film di James Bond, Chevy Chase in Spie come noi, Tom Wilkinson in The Exorcism of Emily Rose, Terence Hill, Paul Sorvino in Quei bravi ragazzi, Dustin Hoffman in Oggi è già domani e Alan Rickman in Sweeney Todd - Il diabolico barbiere di Fleet Street, oltre a Cary Grant e Gary Cooper nei ridoppiaggi di La dama e l'avventuriero e L'idolo delle folle.
Per la televisione, ha doppiato Danny Aiello ne L'ultimo padrino, Tim Allen ne L'uomo di casa, François Périer ne La piovra e Timothy Dalton in Chuck.
Nel 1995 ha ricevuto un riconoscimento speciale intitolato a "Pino Locchi" nella prima edizione del Leggio d'oro; nel luglio 2014 gli è stato conferito un altro riconoscimento speciale, questa volta alla carriera, e il premio della critica all'undicesima edizione del Leggio d'oro.

### Televisione

Michele Gammino in La polizia accusa: il Servizio Segreto uccide (1975)

Il volto di Michele Gammino è noto al grande pubblico per la sua esperienza come conduttore della popolare trasmissione televisiva Giochi senza frontiere per quattro stagioni, dal 1979 al 1982. Era subentrato allo storico presentatore Ettore Andenna, e nei suoi primi due anni fu affiancato da Milly Carlucci. Rimase poi fino alla prima sospensione del programma.
Nell'estate del 1978 aveva presentato il gioco a premi Il sesso forte, in coppia con Enrica Bonaccorti. Nella primavera del 1980 ha commentato per la Rai l'Eurofestival. Nei primi anni Ottanta ha condotto il gioco Un terno al lotto su Primarete Indipendente.
Ha partecipato alla celebre trasmissione Portobello, condotta da Enzo Tortora, in qualità di inviato in giro per l'Italia alla scoperta di specialità eno-gastronomiche.
Ha recitato anche negli sceneggiati TV Le ragazze di piazza di Spagna, Carabinieri 7, Una donna per amico, Linda e il brigadiere, Un medico in famiglia e nella terza stagione de I Cesaroni.
È stato anche telecronista Rai di alcune edizioni del Concerto di Capodanno di Venezia, ospitato dal Teatro La Fenice e trasmesso in Mondovisione.

### Cinema
La carriera cinematografica di Gammino si è svolta per lo più nel corso degli anni Settanta e all'inizio degli anni Ottanta, esordendo sul grande schermo in Confessione di un commissario di polizia al procuratore della repubblica di Damiano Damiani (1971), per poi confermarsi l'anno medesimo nelle sale italiane con Detenuto in attesa di giudizio di Nanni Loy.

### Teatro
Molte sono anche le produzioni teatrali a cui Gammino ha preso parte. Tra le altre si possono ricordare le recenti Fantasma d'amore, con Anna Mazzamauro per la regia di Pino Strabioli, È ricca, la sposo e l'ammazzo e La signora in rosso, entrambi con Gianfranco D'Angelo.
Nel 1974 ricopre il ruolo di Ponzio Pilato nel musical Uomo di Franco Chillemi e Uccio Sanacore, prodotto dal conduttore televisivo Corrado ed ispirato alla vita di Gesù Cristo. In questa occasione dimostra doti canore oltre a quelle recitative. A novembre del 2010 impersona, al Teatro Sistina di Roma, il principe Nicolò Paritelli nella commedia musicale di Garinei e Giovannini, Rugantino, diretta da Enrico Brignano.

## Filmografia

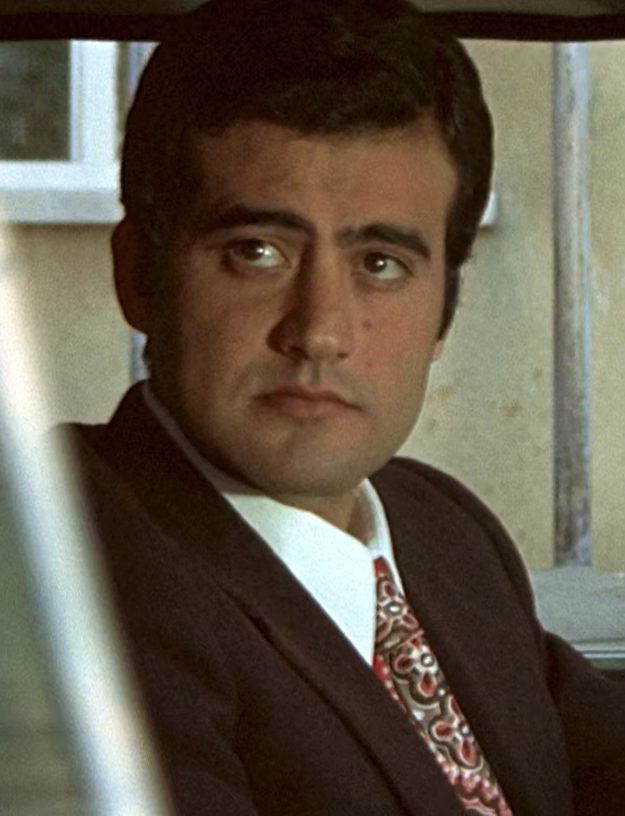
Michele Gammino in Confessione di un commissario di polizia al procuratore della repubblica (1971)

### Cinema
- Confessione di un commissario di polizia al procuratore della repubblica, regia di Damiano Damiani (1971)
- Detenuto in attesa di giudizio, regia di Nanni Loy (1971)
- La violenza: quinto potere, regia di Florestano Vancini (1972)
- Il rompiballe, regia di Edouard Molinaro (1973)
- Un ufficiale non si arrende mai, nemmeno di fronte all'evidenza. Firmato Colonnello Buttiglione, regia di Mino Guerrini (1973)
- Commissariato di notturna, regia di Guido Leoni (1974)
- Professore venga accompagnato dai suoi genitori, regia di Mino Guerrini (1974)
- La moglie vergine, regia di Marino Girolami (1975)
- La polizia accusa: il Servizio Segreto uccide, regia di Sergio Martino (1975)
- La poliziotta fa carriera, regia di Michele Massimo Tarantini (1976)
- Classe mista, regia di Mariano Laurenti (1976)
- La professoressa di scienze naturali, regia di Michele Massimo Tarantini (1976)
- Taxi Girl, regia di Michele Massimo Tarantini (1977)
- La soldatessa alla visita militare, regia di Nando Cicero (1977)
- La vergine, il toro e il capricorno, regia di Luciano Martino (1977)
- La soldatessa alle grandi manovre, regia di Nando Cicero (1978)
- Pierino contro tutti, regia di Marino Girolami (1981)
- Giovani, belle... probabilmente ricche, regia di Michele Massimo Tarantini (1982)
- Mollo tutto, regia di José María Sánchez (1995)
- Se lo fai sono guai, regia di Michele Massimo Tarantini (2001)
- Un'estate al mare, regia di Carlo Vanzina (2008)
- Young Europe, regia di Matteo Vicino (2012)
- Stai lontana da me, regia di Alessio Maria Federici (2013) - non accreditato
- Mister Felicità, regia di Alessandro Siani (2017)

### Televisione
- Le ragazze di piazza di Spagna – serie TV (1998)
- Una donna per amico (1998)
- Il veterinario di Gigi Proietti, regia di José María Sánchez – miniserie TV (2005)
- Carabinieri – serie TV (2008)
- I Cesaroni – serie TV, episodio 3x01 (2009)
- L'onore e il rispetto - Parte terza – serie TV (2012)

## Programmi televisivi

### Conduttore televisivo
- Il sesso forte (Rai 1, 1979)
- Giochi senza frontiere (Rai 1, 1979-1982)
- Eurovision Song Contest (Rai 1, 1980)
- Un terno al lotto (Primarete Indipendente, 1980-1982)
- Portobello (Rai 1, 1983) – inviato
- Festival di Sanremo (Rai 1, 2007) – speaker
- Domenica in (Rai 1, 2008-2009) – opinionista

## Doppiaggio

### Film
- Harrison Ford in I predatori dell'arca perduta, Blade Runner, Frantic, Indiana Jones e l'ultima crociata, Giochi di potere, A proposito di Henry, Presunto innocente, Il fuggitivo, Jimmy Hollywood, Sotto il segno del pericolo, Air Force One, L'ombra del diavolo, Sabrina, Sei giorni sette notti, Destini incrociati, Le verità nascoste, K-19, Hollywood Homicide, Firewall - Accesso negato, Indiana Jones e il regno del teschio di cristallo, Crossing Over, Brüno, Misure straordinarie, 42 - La vera storia di una leggenda americana, Il potere dei soldi, Ender's Game, Anchorman 2 - Fotti la notizia, I mercenari 3, Adaline - L'eterna giovinezza, Star Wars - Il risveglio della Forza, Blade Runner 2049, Star Wars - L'ascesa di Skywalker, Il richiamo della foresta, Indiana Jones e il quadrante del destino[4], Captain America: Brave New World
- Steven Seagal in Trappola in alto mare, Trappola sulle Montagne Rocciose, Sfida tra i ghiacci, Fire Down Below - L'inferno sepolto, The Patriot, Decisione critica, Delitti inquietanti, Ferite mortali, Infiltrato speciale, Shadow Man - Il triangolo del terrore, Attack Force - La morte negli occhi, Black Thunder - Sfida ad alta quota, Urban Justice - Città violenta, Driven to Kill - Guidato per uccidere, Last Night - Morte nella notte, The Keeper, A Dangerous Man - Solo contro tutti, Machete, Born To Raise Hell
- Kevin Costner in Fandango, Balla coi lupi, JFK - Un caso ancora aperto, Guardia del corpo, Un mondo perfetto, Wyatt Earp, The War, Waterworld, Tin Cup, L'uomo del giorno dopo, Le parole che non ti ho detto, Gioco d'amore, La rapina, Litigi d'amore, Vizi di famiglia, The Guardian - Salvataggio in mare, L'uomo d'acciaio, 3 Days to Kill, Black or White, Batman v Superman: Dawn of Justice, Molly's Game, Highwaymen - L'ultima imboscata, Uno di noi
- Jack Nicholson in Verso il sud, Il postino suona sempre due volte, Reds, Frontiera, Terrore in sala, Codice d'onore, Wolf - La belva è fuori, Qualcosa è cambiato, A proposito di Schmidt, Terapia d'urto, Non è mai troppo tardi, Come lo sai
- Bill Murray in Scappiamo col malloppo, Tutte le manie di Bob, Ricomincio da capo, Lo sbirro, il boss e la bionda, Per amore di Vera, L'uomo che sapeva troppo poco, Sex Crimes - Giochi pericolosi, Rushmore, Il prezzo della libertà, Charlie's Angels, The Lost City, Agente Smart - Casino totale, The French Dispatch of the Liberty, Kansas Evening Sun, Una birra al fronte, Ant-Man and the Wasp: Quantumania
- Chevy Chase in Fletch - Un colpo da prima pagina, Ma guarda un po' 'sti americani, Spie come noi, L'allegra fattoria, Eroe per caso, Avventure di un uomo invisibile, Capitan Zoom - Accademia per supereroi, Come ti rovino le vacanze, Un'ultima risata
- Bob Hoskins in Chi ha incastrato Roger Rabbit, Hook - Capitan Uncino, Prova schiacciante, Un fantasma per amico, Super Mario Bros., Gli intrighi del potere - Nixon, Danny the Dog, Doomsday - Il giorno del giudizio
- Richard Gere in Nessuna pietà, Gli irriducibili, Pretty Woman, Mr. Jones, Il primo cavaliere, Se scappi, ti sposo
- Louis Gossett Jr. in Alla ricerca dello stregone, L'aquila d'acciaio, Scuola di eroi, Il tempio di fuoco
- Terence Hill in Don Camillo, Miami Supercops - I poliziotti dell'8ª strada, Botte di Natale, Non c'è due senza quattro, Renegade - Un osso troppo duro, Potenza virtuale, Lucky Luke
- Gérard Depardieu ne Il ritorno di Martin Guerre, Due fuggitivi e mezzo, Il patto del silenzio, La maschera di ferro, Sta' zitto... non rompere, Bon Voyage
- Tom Wilkinson in Se mi lasci ti cancello, The Exorcism of Emily Rose, The Last Kiss, The Green Hornet, The Conspirator, Grand Budapest Hotel
- Morgan Freeman in Street Smart - Per le strade di New York, Una donna, una storia vera, È solo l'inizio, Lo schiaccianoci e i quattro regni, Il principe cerca figlio, A Good Person, 57 secondi
- Paul Sorvino in Clausola mortale, Quei bravi ragazzi, Bulworth - Il senatore, Mambo italiano, L'eccezione alla regola
- Chazz Palminteri in Bronx, Scomodi omicidi, Infedeli per sempre, Conseguenze pericolose, La famiglia Perez, Quel nano infame
- John Goodman in Aracnofobia, Always - Per sempre, The Babe - La leggenda, Da che pianeta vieni?
- Timothy Dalton in 007 - Zona pericolo, 007 - Vendetta privata, Le avventure di Rocketeer, The Tourist
- Lance Henriksen in Doppio taglio, Caccia al ragno assassino, Johnny il bello, Ceneri alle ceneri - Pumpkinhead 3, Il buio si avvicina, Garm Wars - L'ultimo druido
- Elliott Gould in Quell'ultimo ponte, Il grande colpo, American History X, Ruby Sparks
- Frank Langella ne Il mistero delle dodici sedie, Love & Secrets, Grace di Monaco
- Sydney Pollack in The Interpreter, Michael Clayton, Un amore di testimone
- Michael Ironside in Atto di forza, Highlander II - Il ritorno, La tempesta perfetta
- Bill Nighy in Underworld, Underworld: Evolution, Underworld - La ribellione dei Lycans
- Ian McShane in Ransom: stato di emergenza per un rapimento, Il profumo del potere
- Michael York in Austin Powers - La spia che ci provava, Austin Powers in Goldmember
- Don Johnson in The Hot Spot - Il posto caldo, Per legittima accusa
- Dennis Hopper in Velluto blu, Non aprite quella porta - Parte 2
- Beau Bridges in Songs in ordinary time, Intrigo a Berlino
- Dustin Hoffman in Dick Tracy, Oggi è già domani
- Danny Aiello in Two Much - Uno di troppo, Wilbur Falls
- Wes Studi in Geronimo, Heat - La sfida
- Carl Weathers in Action Jackson, Rocky IV
- Ed Harris ne Il socio, Jacknife
- Kris Kristofferson in Blade, The Jacket
- Judd Hirsch in Gente comune, Tower Heist - Colpo ad alto livello
- Gabriel Byrne in Piccole donne, Crimini invisibili
- William Forsythe in Da ladro a poliziotto, La casa del diavolo
- Clarence Williams III in 52 gioca o muori, Massima copertura
- Chris Cooper in Cielo d'ottobre, Truman Capote - A sangue freddo
- Ving Rhames in Vittime di guerra, Sin - Peccato mortale
- Jeff Goldblum ne Il segreto della piramide d'oro
- Powers Boothe in Blue Sky, U Turn - Inversione di marcia
- Al Sapienza in Saw V, A Dark Truth - Un'oscura verità
- Earl Boen in Terminator 2 - Il giorno del giudizio, Terminator 3 - Le macchine ribelli
- Jeffrey Kramer ne Lo squalo, Lo squalo 2
- William Devane ne Il cavaliere oscuro - Il ritorno, Interstellar
- Alan Rickman in Sweeney Todd - Il diabolico barbiere di Fleet Street
- Bruce Campbell ne L'armata delle tenebre
- Kurt Russell ne La cosa
- Martin Sheen in Selma - La strada per la libertà
- Charles Dance in Godzilla II - King of the Monsters
- Bob Peck in Jurassic Park
- Alan Arkin in Dumbo
- F. Murray Abraham in Star Trek - L'insurrezione
- James Tolkan in Top Gun, I dominatori dell'universo
- Charles Cioffi in Missing - Scomparso
- Robert Davi ne I Goonies
- Kevin Nealon in Mia moglie per finta
- Michael Brandon in Captain America - Il primo Vendicatore
- Tom Georgeson in Un pesce di nome Wanda
- William Hurt in Ti amerò... fino ad ammazzarti
- Ray Baker in Bella, pazza e pericolosa
- Ty Hardin in Il giorno del giudizio
- Erik Estrada in C'è qualcosa di strano in famiglia, King Cobra
- Jon Tenney in Tombstone
- John Heard in Io e Veronica, Animal Factory
- Tony Lo Bianco ne Il giurato
- Lee Majors in S.O.S. fantasmi
- Jeff Morris in The Blues Brothers
- O. J. Simpson in Cassandra Crossing
- George Wyner in Balle spaziali
- Fred Ward in Silkwood
- Burt Young in Transamerica
- Michel Duchaussoy ne La chiave di Sara
- Michel Constantin in Ultimo domicilio conosciuto
- Joseph Pilato ne Il giorno degli zombi
- Gianni Russo ne Il padrino
- Il cane Gaetano ne La casa stregata
- Lloyd Berry in Jumanji
- Richard Portnow in Seven
- Gian-Carlo Scandiuzzi in Bugsy
- Richard Foronjy in Prima di mezzanotte
- Michael O'Neill in J. Edgar
- Craig Hill in Stringimi forte papà
- Pierce Brosnan in The Foreigner
- Leo Gullotta in Squadra antitruffa
- Michael Lerner in Baltimore Bullet
- Aldo Maccione in Zitto quando parli
- Aldo Canti in Napoli... serenata calibro 9
- Juan José Menéndez in Colpo grosso... grossissimo... anzi probabile
- Oleg Ivanovič Jankovskij in Gli occhi del testimone
- Peter Weller in Screamers - Urla dallo spazio
- Deran Sarafian in Zombi 3
- André Lawrence in Un bellissimo novembre
- Marshall Bell in Identità
- John Agar in Il massacro del giorno di San Valentino
- Bernard Woringer in Scimmie, tornatevene a casa
- Conduttore del notiziario ne Il giustiziere della notte - Death Wish
- André Dussollier in Black Box - La scatola nera
- Robert Pastorelli in Impatto imminente
- John Larroquette in Ricetta per un disastro
- Ben Cross in Turbulence - La paura è nell'aria
- Gene Jones in Killers of the Flower Moon
- Steve Coulter in Oppenheimer
- Glynn Turman in Rustin
- Ciarán Hinds in Lara Croft: Tomb Raider - La culla della vita
- Nicholas Pryor in Lo scapolo d'oro
- Joe Spinell in Taxi Driver
- Verne Lundquist in Un tipo imprevedibile 2

### Film d'animazione
- Asterix e Cleopatra (Nando il pretoriano)
- Un burattino di nome Pinocchio (Mangiafoco)
- La collina dei conigli (Pungitopo)
- Eddy e la banda del sole luminoso (Chanticleer / Re, parte parlata)
- Pagemaster - L'avventura meravigliosa (Dr. Jekyll / Mr. Hyde)
- Le nuove avventure di Charlie (Red)
- Memories (Kyoishi Nirasaki)
- Brisby e il segreto di NIMH (Fitzgibbons)
- Zig & Sharko: Il film - Alla ricerca della valle incantata (Sharko)
- Bionicle 2 - Le leggende di Metru Nui (Turaga Dume)
- Paprika - Sognando un sogno (Toshimi Konakawa)
- Il figlio di Babbo Natale (Babbo Natale)
- The LEGO Movie (Polipà)
- Pets 2 - Vita da animali (Galletto)
- Lilli e il vagabondo (Isaac)
- Natale eXtraterrestre (Santa Claus)
- Lightyear - La vera storia di Buzz (Imperatore Zurg / Buzz anziano)

### Serie televisive
- Fabio Testi in Micaela
- Gino Renni in Perla nera
- Casey Sander in The Big Bang Theory (stagioni 6-9)
- Renan Bilek in Come sorelle
- Tom Selleck ne Las Vegas
- Steven Seagal in True Justice
- Terence Hill in Lucky Luke
- Tim Matheson in Hart of Dixie
- Bruce Campbell in Ash vs Evil Dead
- Tim Allen ne L'uomo di casa
- Timothy Dalton in Chuck
- Fabio Testi in Piazza di Spagna
- William Devane in The Grinder
- Anthony Head in Merlin
- James Cosmo ne Il Trono di Spade
- Robert Blake in Baretta
- Hannes Hellmann in Hamburg Distretto 21
- Jaime Blanch in Paso adelante
- James Farentino in Gesù di Nazareth
- Rex Linn in CSI Miami
- Art Metrano in Charlie's Angels
- Personaggi vari in Stargate SG-1

### Cartoni animati
- Lord Sandrake ne L'imbattibile Daitarn 3
- Pietra Fredda in Gargoyles - Il risveglio degli eroi
- Morbo in Futurama (st. 6+), I Simpson
- Don Bot (st. 2-3), Testa di Nixon (st. 5), Sindaco di Nuova New York (st. 1-4, ep. 6×16) in Futurama[5]
- Harrison Ford ne I Griffin
- Volpe ne Le avventure del bosco piccolo
- Johnnie Cochran in South Park (episodio 2x14)
- Sasuke in Mao Dante
- Dottor Crutchley in Topolino - Strepitose avventure
- Maestro Eiji in Blue Eye Samurai

### Videogiochi
- Indiana Jones in Indiana Jones e la macchina infernale[6]
- Ray McCoy in Blade Runner[7]
- Peter Venkman in Ghostbusters: Il videogioco[8]
- Ian Solo ne LEGO Star Wars: Il risveglio della Forza[9]
- Ian Solo anziano in Disney Infinity 3.0 (2015)[10]
- Terence Hill in Bud Spencer & Terence Hill: Slaps and Beans 2

### Direttore del doppiaggio
Potenza virtuale, Non aprite quella porta 3, Desperado, Belva di guerra, Panarea, Poliziotto in blue jeans, 
Amore estremo - Tough Love, Levity, The Butterfly Effect, I fiumi di porpora 2 - Gli angeli dell'Apocalisse, Due candidati per una poltrona, FBI: Protezione testimoni 2, Dark Woods, Crime Party, Sballati d'amore, Pulse, Down in the Valley, The Last Kiss, Olé, Lettere da Iwo Jima, Una squadra molto speciale, Nessuno può sentirti, The Queen and I, The Sessions - Gli incontri, Dream Team, Un piano perfetto, Beyond, A testa alta, Momentum, The Broken Key, Il giustiziere della notte - Death Wish, The Crew - Missione impossibile, Un'ultima risata, Falling Inn Love - Ristrutturazione con amore, Fractured, I due papi, Lucky Luke

## Radio
- Disco Game (Radiodue, 1983)
- Il mercante di fiori di Diego Cugia (Radiodue, 1997) – voce al personaggio Alex
- Blade Runner (Radiodue, 2006) – voce al personaggio Deckard, già doppiato nel film omonimo

## Riconoscimenti
La Musa d'Oro 2022: Premio alla carriera